# Santa María del Invierno
Santa María del Invierno es la denominación de una localidad y de un municipio en el partido judicial de Briviesca, comarca de Montes de Oca, provincia de Burgos, Castilla la Vieja, hoy comunidad autónoma de Castilla y León (España).

## Geografía
En el valle del río Cerratón a los pies del puerto de la Brújula en la carretera BU-702 junto a las localidades burebanas de Monasterio y Santa Olalla y separado por barrera formada las infraestructuras de comunicaciones del corredor: AP-1, N-I y ferrocarril Madrid-Francia que para evitar el puerto sigue el curso de este valle.
Tiene un área de 16,18 km² con una población de 62 habitantes (INE 2007) y una densidad de 3,83 hab/km².

### Núcleos de población
Santa María es la capital del municipio, que cuenta además con la localidad de Piedrahíta de Juarros, antiguo municipio fusionado.

## Historia
Villa perteneciente a la Hermandad de Montes de Oca en el partido Juarros, uno de los catorce que formaban la Intendencia de Burgos durante el periodo comprendido entre 1785 y 1833, tal como se recoge en el Censo de Floridablanca de 1787. Tenía jurisdicción de realengo con alcalde ordinario.
A la caída del Antiguo Régimen queda constituida como ayuntamiento constitucional del mismo nombre en el partido de Briviesca, región de Castilla la Vieja, contaba entonces con 86 habitantes.

### Descripción en el Diccionario Madoz
Así se describe a Santa María del Invierno en el tomo IX del Diccionario geográfico-estadístico-histórico de España y sus posesiones de Ultramar, obra impulsada por Pascual Madoz a mediados del siglo XIX:

INVIERNO (SANTA MARÍA DEL): villa con ayuntamiento en la provincia, diócesis, audiencia territorial y capitanía general de Burgos (4 leguas), partido judicial de Briviesca (3); Situada en una altura con clima templado y combatida especialmente por el viento N. Tiene 28 casas, con la capitular; una escuela de primeras educación frecuentada por 14 niños y dotada con 27 fanegas de trigo; una fuente de muy buenas aguas en el término, y una iglesia parroquial (la Asunción) servida por un cura párroco, un medio racionero y un sacristán. Confina el término N Castil de Peones; E Santa Olalla de Bureba; S Piedrahíta de Juarros y O Monasterio de Rodilla. El terreno es de mediana calidad; pasa por él el río Oca que nace de varias fuentes a distancia de 2 leguas de la villa que se describe y sobre el cual hay un puente de madera. Caminos: el que conduce a Calzada y la sierra. Correos: la correspondencia se recibe de San Juan de Ortega por valijero los martes y sábados, saliendo los mismos días. Producciones: trigo, cebada, avena, yeros y legumbres; cría ganado yeguar, vacuno y lanar; caza de codornices y pesca de cangrejos. Industria: la agrícola y un molino harinero. Población: 28 vecinos, 86 almas. Capital productivo: 235.800 reales. Imponible: 13.931. Contribución: 10.876 reales 30 maravedíes. El presupuesto municipal asciende a 1.000 reales y se cubre por reparto vecinal.
Diccionario geográfico-estadístico-histórico de España y sus posesiones de Ultramar

## Demografía
Santa María del Invierno cuenta con una población de 67 habitantes (INE 2024).
| Gráfica de evolución demográfica de Santa María del Invierno entre 1842 y 2021 |
| |
| Población de derecho según los censos de población del INE. Población de hecho según los censos de población del INE.Entre el censo de 1857 y el anterior, crece el término del municipio porque incorpora a Piedrahita de Juarros. |

| 1991 |  | 1996 |  | 2001 |  | 2004 |
| ---- |  | ---- |  | ---- |  | ---- |
| 63   |  | 54   |  | 67   |  | 69   |

## Monumentos y lugares de interés

### Parque eólico
El complejo eólico La Brújula, promovido por Neo Energía, sociedad participada por Energías de Portugal (EDPl) y HC Energía (Grupo Hidrocantábrico), está integrado por cuatro parques conectados a la subestación Fresno de Veleta en Monasterio de Rodilla desde donde evacúa la energía, a través de una línea aérea de 10,861 km de longitud, hasta la subestación de Alcocero de Mola donde conectan a la red.
Afecta a este municipio el denominado Llanos de San Martín, situado en los municipios de Quintanavides, Castil de Peones y Santa María del Invierno, con 21 aerogeneradores, y una potencia de 17,85 megavatios.

### Iglesia parroquial de la Asunción de Nuestra Señora
Iglesia católica dependiente de la parroquia de Monasterio de Rodilla en el Arcipestrazgo de Oca-Tirón, diócesis de Burgos.